# Biografielijst K-Ka

## K-Kaa
- Leila K (1971), Zweeds zangeres

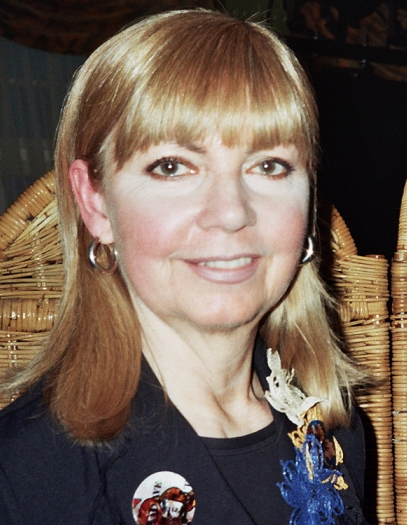
Jerney Kaagman

- Jerney Kaagman (1947), Nederlands zangeres en vakbondsbestuurder
- Arie Kaan (1901-1991), Nederlands atleet
- Brigitte Kaandorp (1962), Nederlands cabaretière
- Harald Kaarman (1901-1942), Estisch voetballer
- Caroline Kaart (1931-2020), Schots-Nederlands zangeres en presentatrice
- Hans Kaart (1920-1963), Nederlands acteur en tenor
- Johan Kaart (1897-1976), Nederlands acteur
- Jaap Kaas (1898-1972), Nederlands beeldhouwer, medailleur en graficus
- Ludwig Kaas (1881-1952), Duits priester en politicus
- Patricia Kaas (1966), Frans zangeres
- Pieter Kaas (1915-1996), Nederlands onderwijzer en malacoloog
- Hendrik Kaasjager (1891-1966), Nederlands militair en politiecommissaris
- Michael Kaatee (1986), Nederlands langebaanschaatser
- Coen Kaayk (1947-2014), Nederlands beeldhouwer
- Floris Kaayk (1982), Nederlands animator en filmregisseur
- Guusje Kaayk (1950), Nederlands beeldend kunstenaar

## Kab
- Ilja Kabakov (1933-2023), Russisch-Amerikaans beeldend kunstenaar
- Juul Kabas (1944-2022), Belgisch volkszanger
- Jon Kabat-Zinn (1944), Amerikaans hoogleraar
- Jackson Kabiga (1976), Keniaans atleet
- Dieudonné Kabongo (1950-2011), Congolees-Belgisch kunstenaar
- Madeleine Carole Kaboud Me Bam (1987), Kameroens-Belgisch atlete

## Kac
- Ketino Kachiani-Gersinska (1971), Georgisch-Duitse schaakster
- Jelko Kacin (1955), Sloveens politicus
- Krystyna Kacperczyk (1948), Pools atlete
- Jan Andrzej Pawel Kaczmarek (1953-2024), Pools componist
- Jane Kaczmarek (1955), Amerikaans actrice
- Natalia Kaczmarek (1998), Pools atlete
- Ryszard Kaczorowski (1919-2010), laatste president van de Poolse regering in ballingschap
- Maria Kaczyńska (1942-2010), Pools presidentsvrouw
- Jaroslaw Kaczyński (1949), Pools politicus (o.a. premier)
- Lech Kaczyński (1949-2010), Pools politicus (o.a. president)
- Theodore Kaczynski (1942-2023), bijgenaamd de Unabomber, Amerikaans extremist

## Kad
- Rhoda Kadalie (1953-2022), Zuid-Afrikaans mensenrechtenactiviste, feministe en journaliste
- Leo Kadanoff (1937-2015), Amerikaans natuurkundige
- Ismail Kadare (1936-2024), Albanees schrijver
- Farouk Kaddoumi (1931-2024), Palestijns politicus
- Gerda van der Kade-Koudijs (1923-2015), Nederlands atlete
- Leonid Kadenjuk (1951-2018), Oekraïens ruimtevaarder
- Joshua Kadison (1965), Amerikaans zanger en liedjesschrijver
- Yuki Kadono (1996), Japans snowboarder
- Achmat Kadyrov (1951-2004), Russisch-Tsjetsjeens politicus
- Ramzan Kadyrov (1976), Russisch-Tsjetsjeens politicus

## Kae

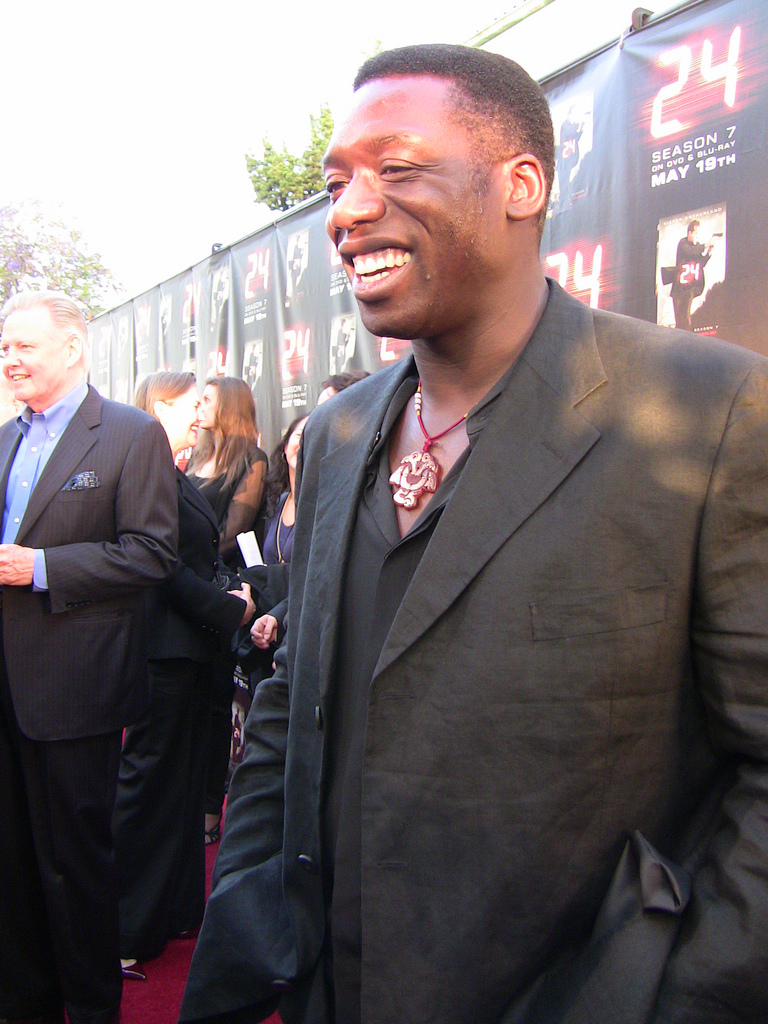
Hakeem Kae-Kazim

- Werner Kaegi (1901-1979), Zwitsers geschiedkundige
- Hakeem Kae-Kazim (1962), Nigeriaans\Brits acteur en filmproducent
- Bert Kaempfert (1923-1980), Duits componist, arrangeur en orkestleider

## Kaf
- Jevgeni Kafelnikov (1974), Russisch tennisser
- Pierre Kaffer (1976), Duits autocoureur
- Franz Kafka (1883-1924), Tsjechisch-Duits schrijver
- Gerd Kafka (1961), Oostenrijks motorcoureur

## Kag
- Donald Kagan (1932), Amerikaans geschiedkundige
- Lazar Kaganovitsj (1893-1991), Russisch politicus
- Yukio Kagayama (1974), Japans motorcoureur
- Daan Kagchelland (1914-1998), Nederlands zeiler
- Mauricio Kagel (1931-2008), Argentijns-Duits componist, dirigent en regisseur

## Kah
- Nathan Kahan (1971), Belgisch atleet
- Duke Paoa Kahanamoku (1890-1968), Amerikaans zwemmer en olympisch kampioen
- Jérôme Kahia (1989), Belgisch atleet
- Brewster Kahle (1960), Amerikaans activist, ondernemer en bibliothecaris
- Otto Kahler (1849-1893), Oostenrijks arts
- Frida Kahlo (1907-1954), Mexicaans kunstschilder
- Ian Kahn (1972), Amerikaans acteur
- Daniel Kahneman (1934-2024), Israëlisch-Amerikaans psycholoog en Nobelprijswinnaar
- Joseph Kahugu (1971), Keniaans atleet

## Kai

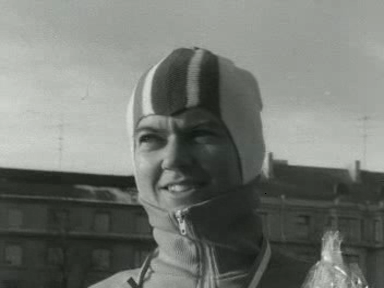
Stien Kaiser

- Toshiki Kaifu (1931-2022) Japans politicus
- Cheng Kaijia (1918-2018), Chinees kernfysicus en ingenieur
- Eva Kaili (1978), Grieks politica
- Jouni Kaipainen (1956-2015), Fins componist
- Jurgis Kairys (1952), Litouws piloot
- Kyle Kaiser (1996), Amerikaans autocoureur
- Jakob Kaiser (1888-1961), Duits politicus, vakbondsman en verzetsstrijder
- Stien Kaiser (1938-2022), Nederlands schaatsster
- Takis Kaitatzis (1980), Grieks autocoureur

## Kaj
- Kajafas (?), hogepriester in de Joodse tempel in Jeruzalem (18 tot 36 na Chr.)
- Davit Kajaia (1984), Georgisch autocoureur
- Meiko Kaji (1947), Japans actrice en zangeres
- Sagopa Kajmer (1978), Turks rapper
- Natalja Kajoekova (1966), Russisch atlete

## Kak
- Malalai Kakar (1967-2008), Afghaans politiefunctionaris
- Ikutarō Kakehashi (1930-2017), Japans ingenieur en ondernemer
- Abubaker Kaki Khamis (1989), Soedanees atleet
- Alexandros Kaklamanos (1974), Grieks voetballer

## Kal

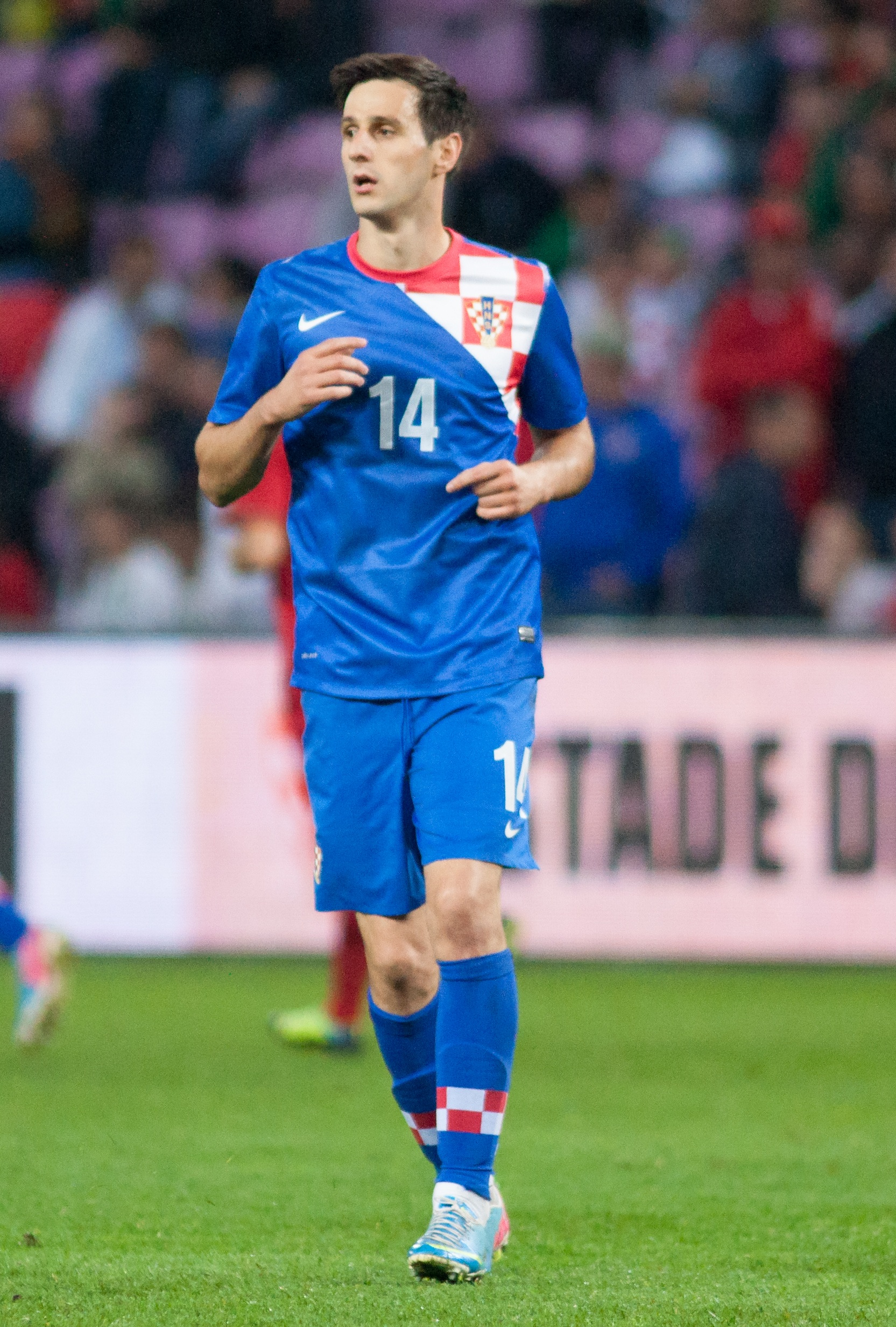
Nikola Kalinić

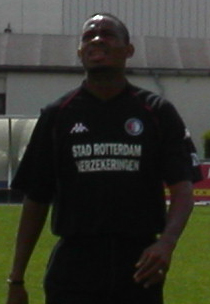
Bonaventure Kalou

- Željko Kalac (1972), Australisch-Kroatisch voetbaldoelman
- Ze Kalanga (1983), Angolees voetballer
- Lajos Kalános (1932-2013), Nederlands-Hongaars cameraman
- Michail Kalasjnikov (1919-2013), Russisch wapenontwerper
- Maximo Kalaw (1891-1955), Filipijns schrijver, bestuurder en politicus
- Pura Villanueva-Kalaw (1886-1954), Filipijns schrijfster en suffragette
- Teodoro Kalaw (1884-1940), Filipijns schrijver, bestuurder en politicus
- Eva Estrada-Kalaw (1920), Filipijns senator en parlementslid
- Angkarn Kalayanapong (1926-2012), Thais schrijver, dichter en kunstschilder
- Christoph Kaldenbach (1613-1698), Duits dichter en componist
- Tvrtko Kale (1974), Kroatisch-Israëlisch voetbaldoelman
- Patricia Kalember (1957), Amerikaans actrice
- Tom Kalender (2008), Duits autocoureur
- Irina Kalentjeva (1977), Russisch mountainbikester
- Hanneke Kalf (1961), Nederlands logopedist, docent en onderzoeker
- Allard Kalff (1962), Nederlands autocoureur en presentator
- Frits Kalff (1934), Nederlands verzekeraar
- Peter Jan Kalff (1937), Nederlands bankier
- Ivailo Kalfin (1964), Bulgaars politicus
- Marjan Kalhor (1988), Iraans alpineskiester
- Lovre Kalinić (1990), Kroatisch voetbaldoelman
- Nikola Kalinić (1988), Kroatisch voetballer
- Zoran Kalinić (1958), Servisch tafeltennisser
- Ljoedmila Kalintsjik (1982), Wit-Russisch biatlete
- Joelian Kalisjer (1935), Russisch animatiefilmmaker
- François Kalist (1958), Frans rooms-katholiek bisschop
- Chase Kalisz (1994), Amerikaans zwemmer
- Ivan Kalita (1927-1996), Sovjet-Russisch ruiter
- Elmar Kaljot (1901-1969), Estisch voetballer
- Kersti Kaljulaid (1969), Estisch ambtenaar en lid van de Europese Rekenkamer
- Tõnu Kaljuste (1953), Estisch dirigent
- Roland Kalkman (1971), Nederlands kinderboekenschrijver
- Monique Kalkman-Van den Bosch (1964), Nederlands tennisster en tafeltennisster
- Charlotte Kalla (1987), Zweeds langlaufster
- Jusuf Kalla (1942), Indonesisch politicus
- Kaja Kallas (1977), Estisch politica
- Siim Kallas (1948), Estisch politicus
- Hans van der Kallen (1904-1964), Nederlands schrijver (pseudoniem Havank)
- Kitty Kallen (1922), Amerikaans zangeres
- Richard Kalloe (1949), Surinaams politicus
- Harry Källström (1939-2009), Zweeds rallyrijder
- Anders Kallur (1952), Zweeds ijshockeyspeler
- Jenny Kallur (1981), Zweeds atlete
- Susanna Kallur (1981), Zweeds atlete
- Rudolf Kálmán (1930-2016), Hongaars-Amerikaans elektrotechnicus en wiskundige
- Alfrēds Kalniņš (1879-1951), Lets componist
- Jānis Kalniņš (1904-2000), Lets-Canadees componist
- Bonaventure Kalou (1978), Ivoriaans voetballer
- Salomon Kalou (1985), Ivoriaans voetballer
- Anna Kalouta (1918-2010), Grieks actrice
- Monisha Kaltenborn (1971), Oostenrijks teambaas van het Formule 1-team Sauber
- Ernst Kaltenbrunner (1903-1946), Duits advocaat, SS'er, nazipoliticus en oorlogsmisdadiger
- Manfred Kaltz (1953), Duits voetballer
- Samuel Kalu (1997), Nigeriaans voetballer
- Józef Kałuża (1896-1944), Pools voetballer
- Theodor Kaluza (1885-1954), Duits wiskundige
- Radosław Kałużny (1972), Pools voetballer
- Annefleur Kalvenhaar (1994-2014), Nederlands mountainbikester en veldrijdster

## Kam
- Gberdao Kam (1958), Burkinees jurist
- Kamagurka (1956), Belgisch cartoonist
- Israel Kamakawiwo'ole (1959-1997), Haiwaïaans zanger
- Kunishige Kamamoto (1944–2025), Japans voetballer  en politicus
- Rob Kaman (1960-2024), Nederlands kickbokser
- Bayano Kamani (1980), Amerikaans/Panamees atleet
- Charles Kamathi (1978), Keniaans atleet
- Ditaji Kambundji (2002), Zwitsers atlete
- Kamehameha I ( c. 1758-1819), eerste Hawaiiaanse koning die de eilanden verenigde
- Kamehameha II (~1797-1824), tweede Hawaiiaanse koning
- Kamehameha III (1814-1854) derde Hawaiiaanse koning
- Kamehameha IV (1834-1863), vierde Hawaiiaanse koning
- Kamehameha V (1830-1872), vijfde Hawaiiaanse koning
- Stanley Kamel (1943-2008), Amerikaans acteur
- Nick Kamen (1962-2021), Brits zanger, liedjesschrijver en fotomodel
- Lev Kamenev (1883-1936), Russisch politicus
- Elisabeth van de Kamer (1869-1944), Nederlands conrector
- Nadja Kamer (1986), Zwitsers alpineskiester
- Rienk Kamer (1943-2011), Nederlands beleggingsdeskundige
- Eef Kamerbeek (1934-2008), Nederlands atleet
- Henk Kamerbeek (1893-1954), Nederlands atleet
- Jan Coenraad Kamerbeek (1907-1998), Nederlands graecus
- Noor Kamerbeek (1957), Nederlands fluitiste
- Antonie Kamerling (1966-2010), Nederlands acteur en zanger
- Liesbeth Kamerling (1975), Nederlands actrice
- Harm Kamerlingh Onnes (1893-1985), Nederlands kunstenaar
- Heike Kamerlingh Onnes (1853-1926), Nederlands natuurkundige
- Menso Kamerlingh Onnes (1860-1925), Nederlands kunstenaar
- Piet Kamerman (1925-2025), Nederlands acteur
- Maarten Kamermans (1956), Nederlands neurofysioloog
- Kamiel (1951-2008), West-Vlaams zanger
- Thomas Kaminski (1992), Belgisch voetballer
- Colin Kaminsky (1999), Amerikaans autocoureur
- Kristofer Kamiyasu (1975), Zweeds acteur
- Ab van Kammen (1932-2023), Nederlands botanicus en viroloog
- Hans Kammerlander (1956), Italiaans alpinist en skiër
- Jan Kamminga (1947), Nederlands bestuurder
- Barbara Kamp (1961), Nederlands atlete
- Bert van de Kamp (1947), Nederlands journalist
- Dolf Kamp (1905-1987), Nederlands burgemeester, dijkgraaf en schrijver
- Henk Kamp (1952), Nederlands politicus
- Lody van de Kamp (1948), Nederlands rabbijn, schrijver, publicist, zakenman en politicus
- Margreet Kamp (1942-1998), Nederlands woordvoerster en politica
- Piet van de Kamp (1901-1995), Nederlands astronoom
- Walter van der Kamp (1926-2009), Nederlands televisieregisseur
- Wilkin van de Kamp (1961), Nederlands christelijk schrijver en voorganger
- Anthony van Kampen (1911-1991), Nederlands schrijver
- David van Kampen (1933), Nederlands kunstenaar
- Egbert van Kampen (1908-1942), Nederlands wiskundige
- Jan van Kampen (1899-1969), Nederlands atleet
- Judith van Kampen (1978), Nederlands softballer
- Michiel van Kampen (1976), Nederlands honkballer
- Nico van Kampen (1921-2013), Nederlands theoretisch fysicus
- Pieter van Kampen (1946-2009), Nederlands predikant en radiopresentator
- Robin van Kampen (1994), Nederlands schaakmeester
- Marjan van Kampen-Nouwen (1962), Nederlands politica
- Karel Gleenewinkel Kamperdijk (1883-1975), Nederlands voetballer
- Nicolaas Kamperdijk (1815-1887), Nederlands architect
- André Kamperveen (1924-1982), Surinaams politicus en zakenman
- Bart Kamphuis (1964), Nederlands journalist
- Esmé Kamphuis (1983), Nederlands atlete en bobsleeër
- Goos Kamphuis (1927-1974), Nederlands journalist
- Harry Kamphuis (1943-2022), Nederlands politicus
- Jaap Kamphuis (1921-2011), Nederlands predikant en theoloog
- Jochem Kamphuis (1986), Nederlands voetbalscheidsrechter
- Marie Kamphuis (1907-2004), een van de grondleggers van het moderne maatschappelijk werk in Nederland
- Marco Kamphuis (1966), Nederlands schrijver
- Michaela Kamphuis (1989), Nederlands actrice
- Viggo Kampmann (1910-1976), Deens politicus
- Ingvar Kamprad (1926-2018), Zweeds ondernemer
- Natascha Kampusch (1988), Oostenrijks misdaadslachtoffer
- Joop Kamstra (1905-1957), Nederlands atleet
- Geoffrey Kamworor (1992), Keniaans atleet

## Kan

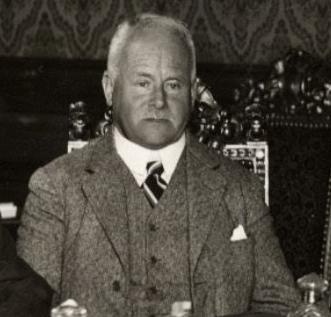
Jan Kan

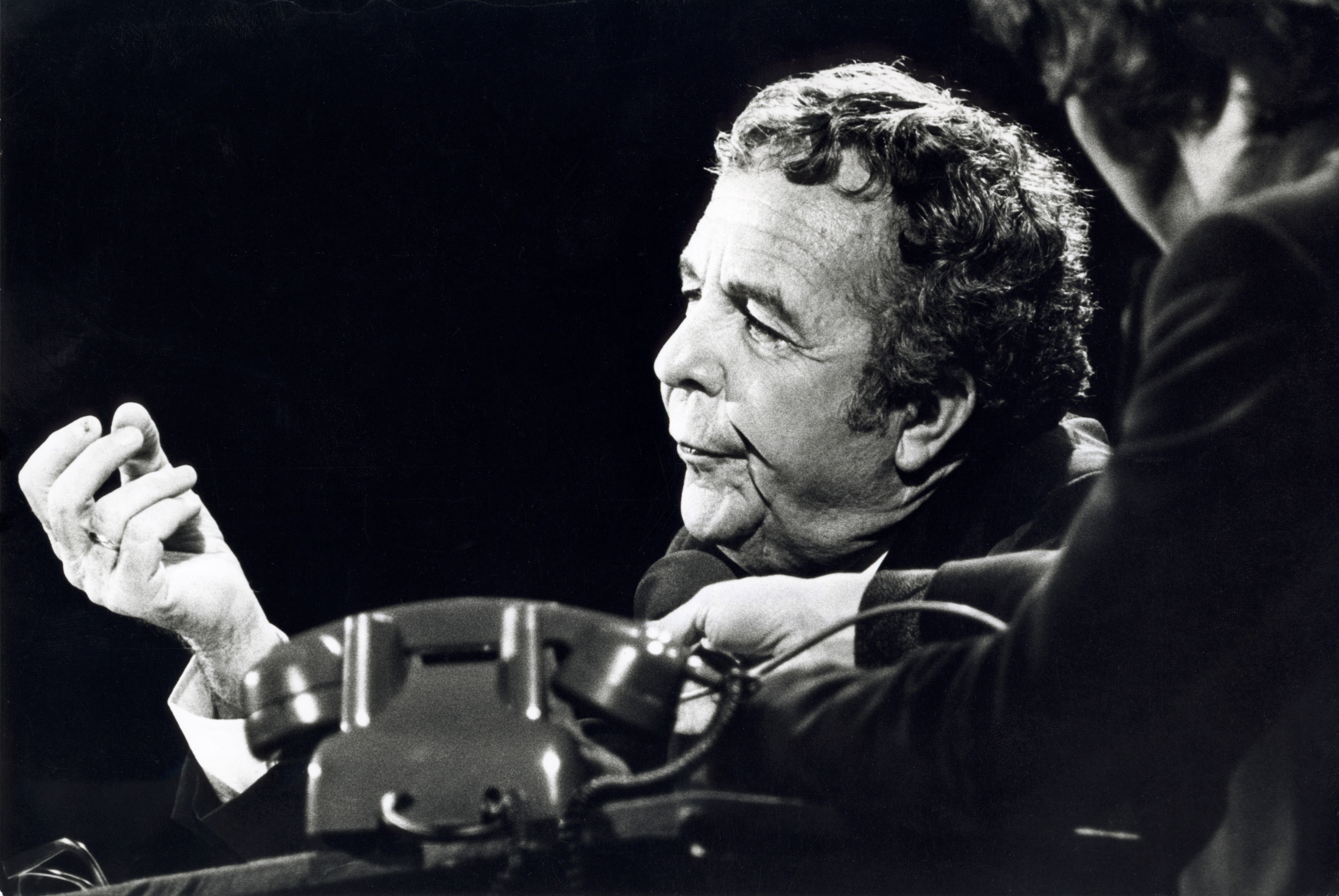
Wim Kan

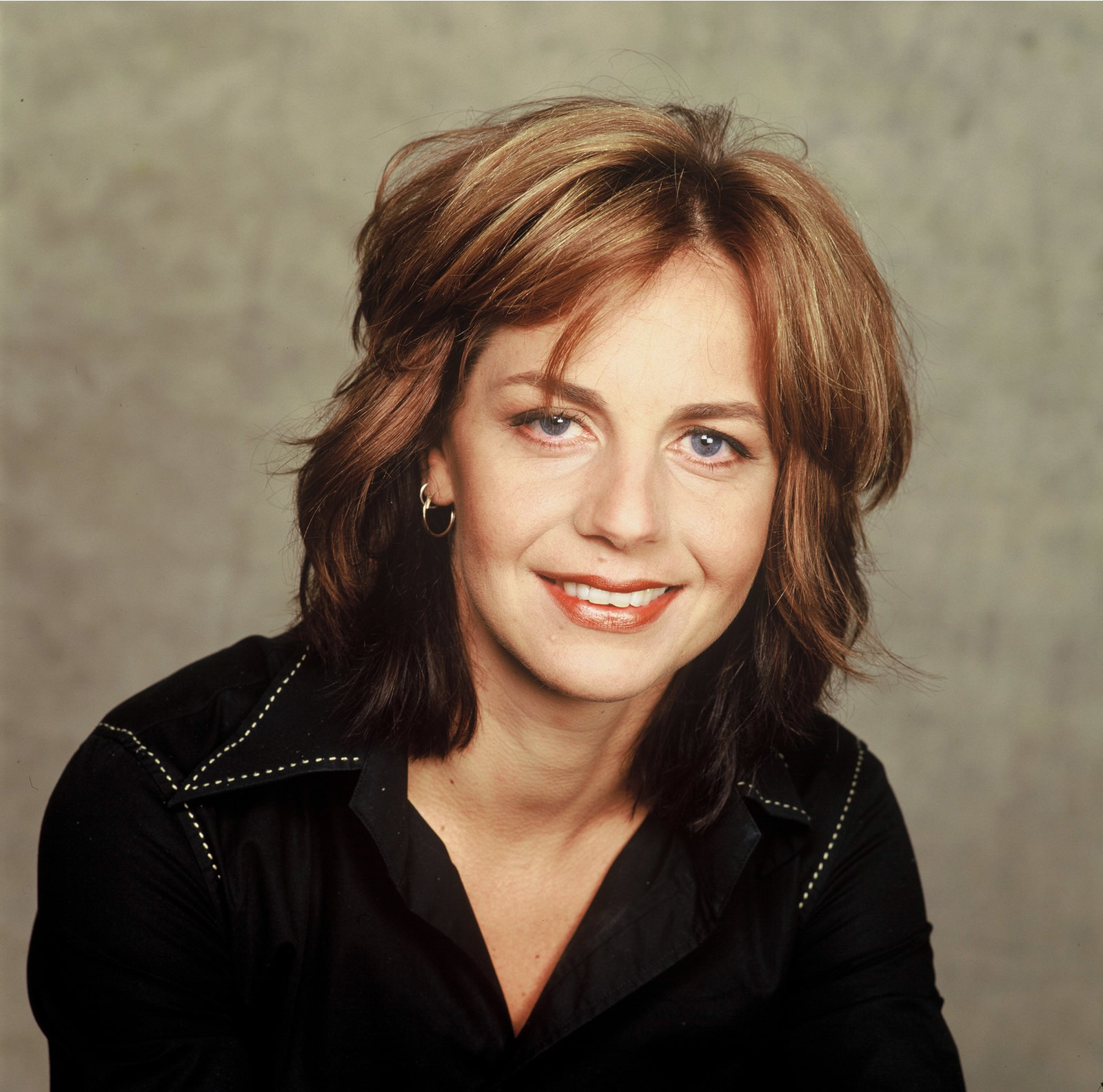
Agnes Kant

- Jan Kan (1873-1947), Nederlands politicus en voetballer
- Jan M. Kan (1905-2002) Nederlands jurist en ambtenaar
- Peter de Kan (1957), Nederlands grafisch ontwerper
- Wim Kan (1911-1983), Nederlands cabaretier
- Ghassan Kanafani (1936-1972), Palestijns schrijver en toneelschrijver
- Vladimir Kanajkin (1985), Russisch atleet
- Yu Kanamaru (1994), Japans autocoureur
- Angelina Kanana (1965), Keniaans atlete
- Fernando Kanapkis (1966), Uruguayaans voetballer
- Eric Kandel (1929), Amerikaanse psychiater, neurowetenschapper en Nobelprijswinnaar
- Nataša Kandić (1946), Servisch mensenrechtenverdediger
- Christopher Kandie (1969), Keniaans atleet
- Wassily Kandinsky (1866-1944), Russisch-Frans kunstschilder en graficus
- Ata Kandó (1903-2017), Nederlands-Hongaars fotografe
- Kálmán Kandó (1869-1931), Hongaars elektrotechnicus en uitvinder
- Baruti Kandolo Lilela of Barly Barluti (1959), Congolees stripauteur
- Richard Kandt (1867-1918), Duits ontdekkingsreiziger
- Kane (1967), Amerikaans professioneel worstelaar en acteur; pseudoniem van Glenn Thomas Jacobs
- Hamidou Kane (1939-2009), Senegalees politicus
- Steven Kane (1980), Noord-Iers autocoureur
- Kazuya Kaneda (1987), Japans zwemmer
- Rie Kaneto (1988), Japans zwemster
- Markku Kanerva (1964), Fins voetballer en voetbalcoach
- William Kanerva (1902-1956), Fins voetballer
- Kang Tongbi (1881?-1969), Chinees feministe
- Suleiman (Sule) Kangangi (1988-2022), Keniaans wielrenner
- Bahruz Kangarli (1892-1922), Azerbeidzjaans kunstschilder en grafisch kunstenaar
- Tanel Kangert (1987), Ests wielrenner
- John Kani (1942), Zuid-Afrikaans acteur, filmregisseur en scenarioschrijver
- Aleksandra Kaniak, Amerikaans actrice
- Chaim Kanievsky (1928-2022), Israëlisch rabbijn
- Olga Kaniskina (1985), Russisch atlete
- Assita Kanko (1980), Belgisch politica, activiste en schrijfster
- Bernd Kannenberg (1942-2021), Duits atleet
- Max Kannewasser (1916-1945), Nederlands zanger
- Jigoro Kano (1860-1938), Japans vechtsporter, ontwikkelaar van judo
- Masaki Kano (1976), Japans autocoureur
- Agnes Kant (1967), Nederlands politica
- Immanuel Kant (1724-1804), Duits filosoof
- Gerd Kanter (1979), Estisch atleet
- Mickey Kantor (1939), Amerikaans politicus
- Leonid Kantorovitsj (1912-1986), Russisch econoom
- Chris Kanyon (1970-2010), Amerikaans professioneel worstelaar

## Kao
- Charles Kao (1933-2018), Chinees wetenschapper en Nobellaureaat

## Kap

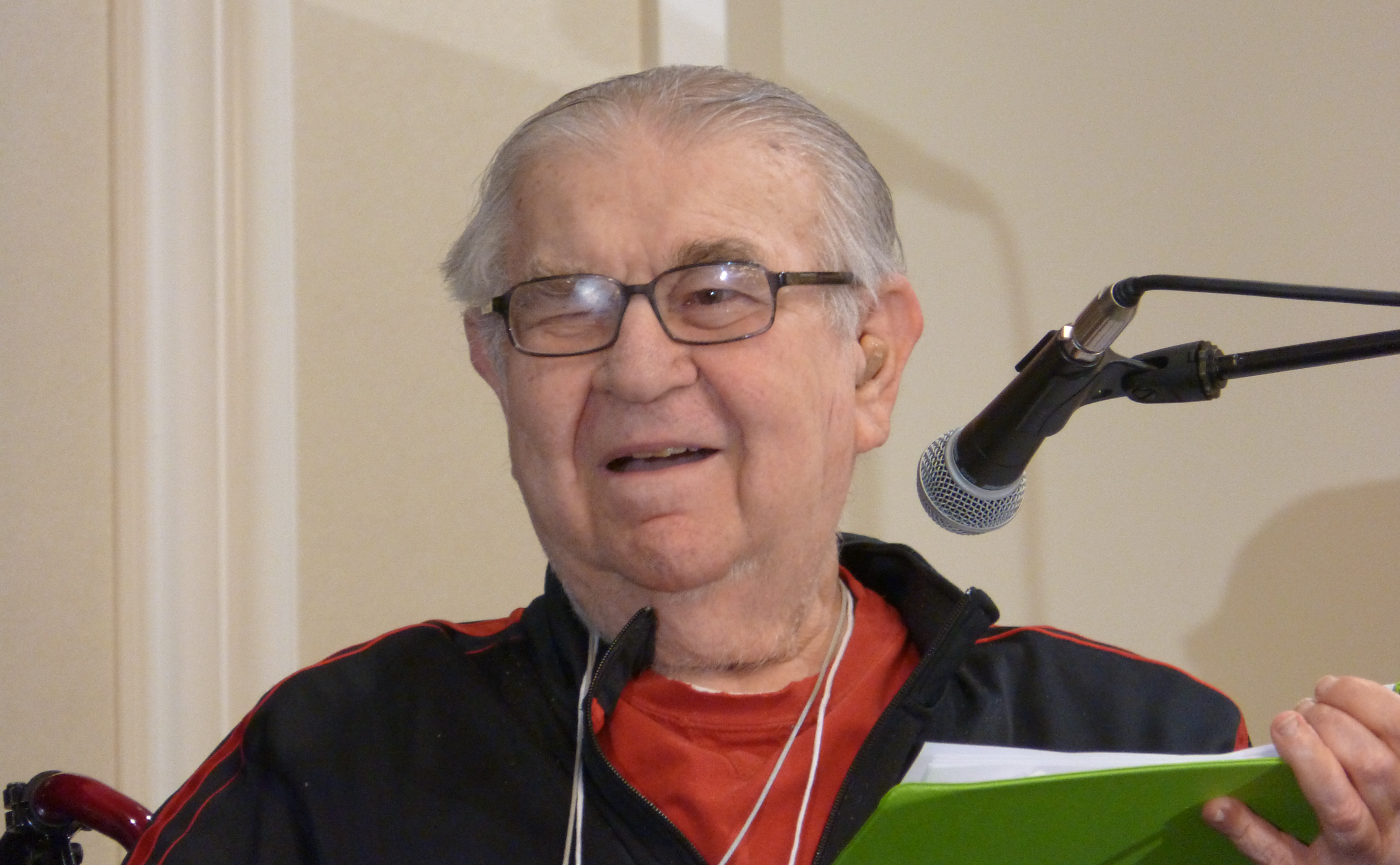
Marvin Kaplan, 2013

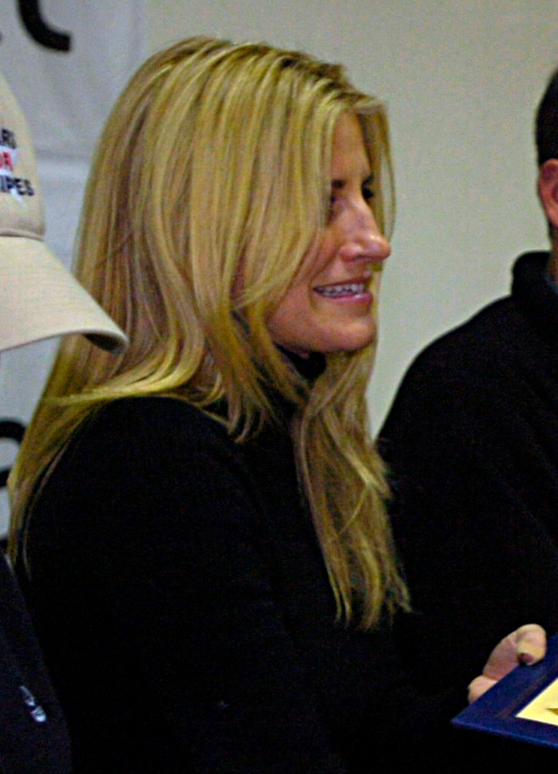
Alex Kapp Horner

- Narinder Singh Kapany (1926-2020), Indiaas-Amerikaans natuurkundige
- Boglárka Kapás (1993), Hongaars zwemster
- Leopold Kapata (1992), Belgisch atleet
- Anastasia Kapatsjinskaja (1979), Russisch atlete
- John Kapelos (1956), Canadees acteur
- Virginia Kapić (1978), Nederlands rechts-extremistisch politiek activiste
- Pjotr Kapitsa (1894-1984), Russisch natuurkundige en Nobelprijswinnaar
- Marcy Kaplan, Amerikaans actrice, scenarioschrijfster en televisieproducente
- Marvin Kaplan (1927-2016), Amerikaans acteur, filmproducent en scenarioschrijver
- Jaan Kaplinski (1941-2021), Estisch schrijver, vertaler en filosoof
- Hanneke Kappen (1954), Nederlands zangeres en presentatrice
- Marnix Kappers (1943-2016), Nederlands acteur en presentator
- Gerard Kappert (1961), Nederlands atleet
- Alex Kapp Horner (1969), Amerikaans actrice
- Nikolaj Kapoestin (1937-2020), Sovjet-Russisch Oekraïense componist en pianist
- Fred Kaps (1926-1980), Nederlands goochelaar
- Jacobus Cornelius Kapteyn (1851-1922), Nederlands astronoom
- Jos Kapteyn (1928), Nederlands jurist
- Willem Kapteyn (1849-1927), Nederlands wiskundige
- Ryszard Kapuściński (1932-2007), Pools journalist, schrijver en dichter

## Kar

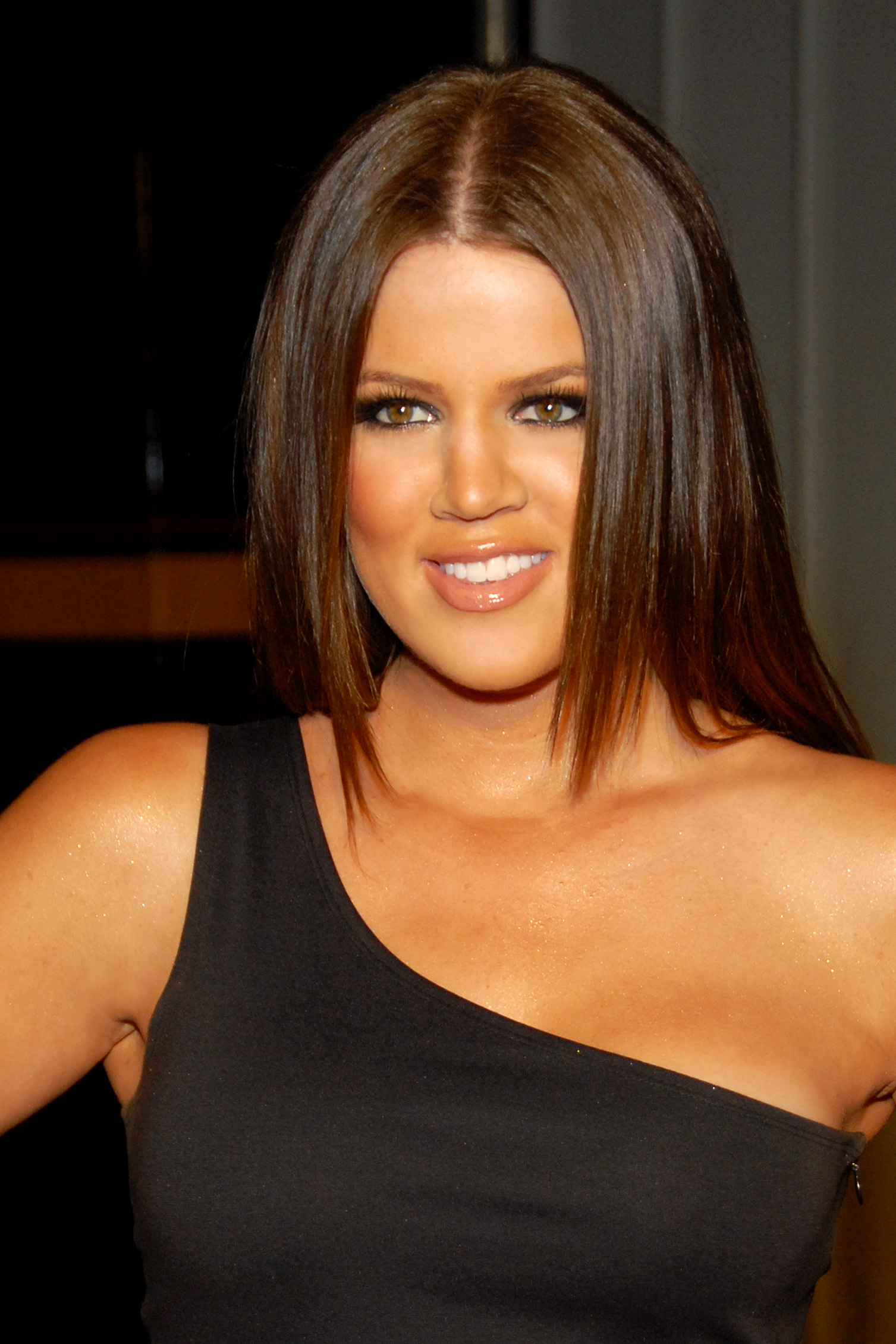
Khloe Kardashian, 2009

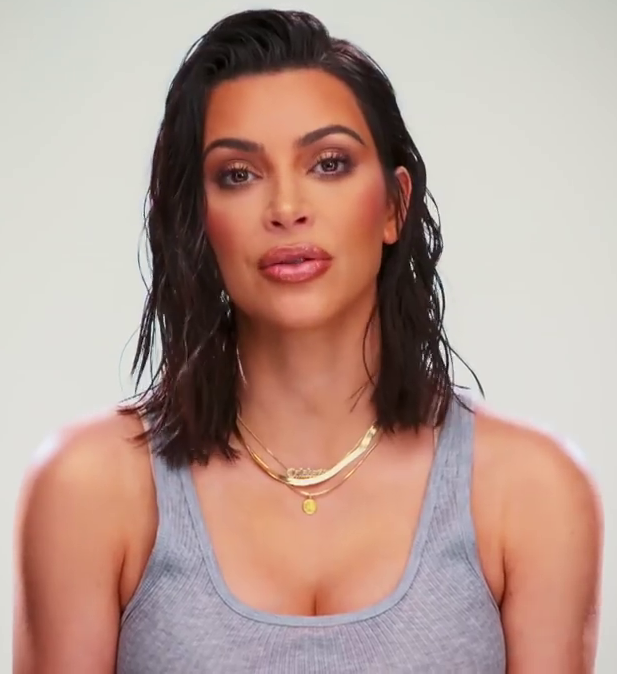
Kim Kardashian, 2017

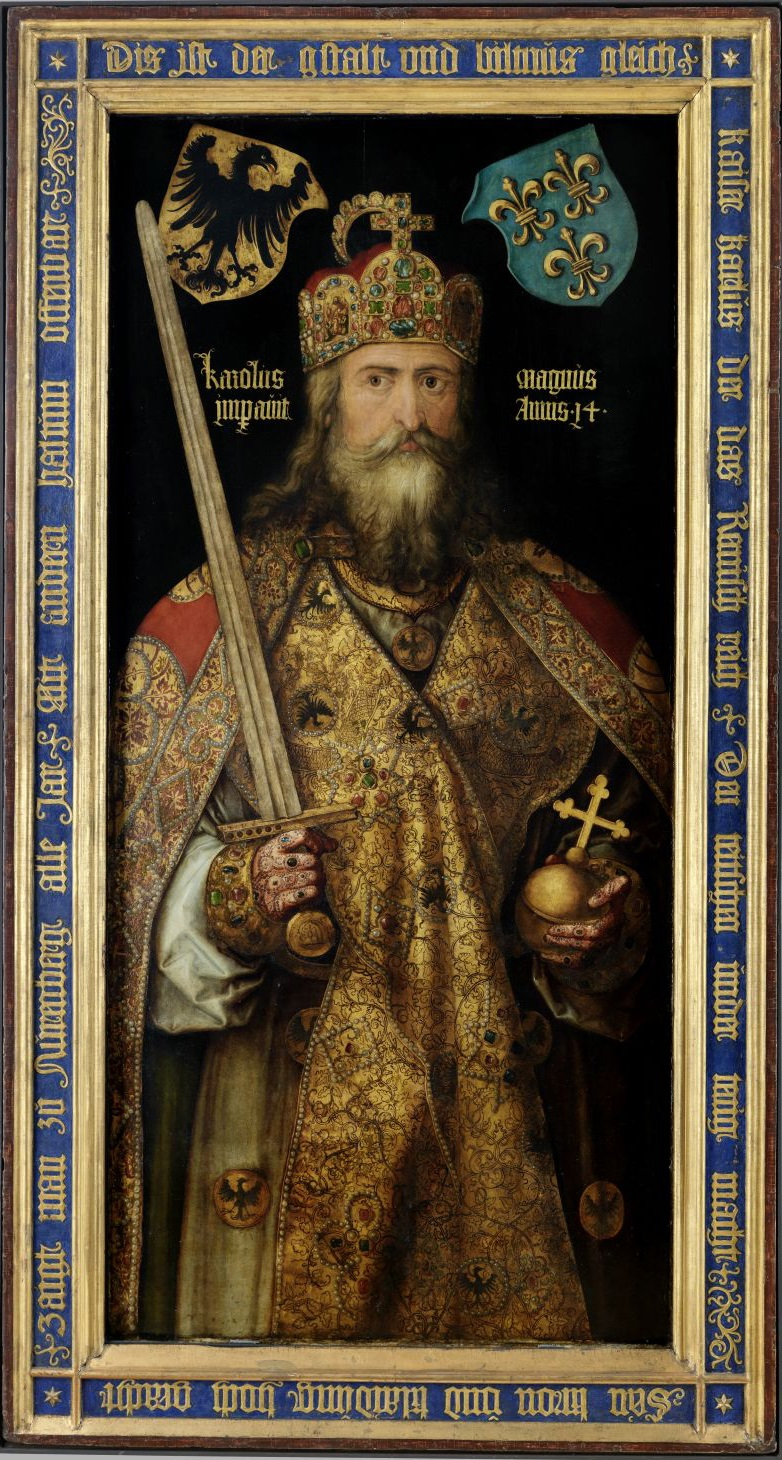
Karel de Grote

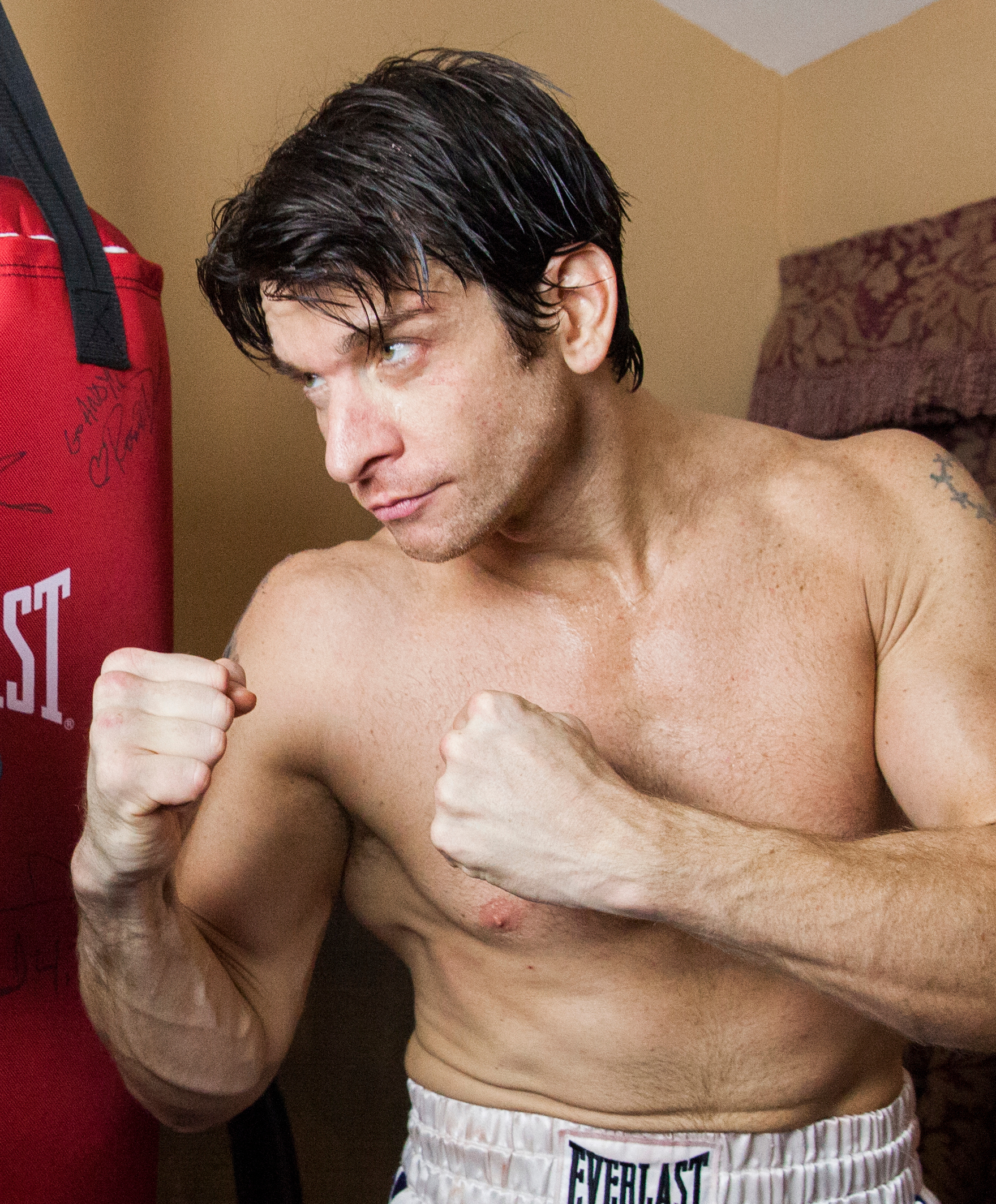
Andy Karl, 2014

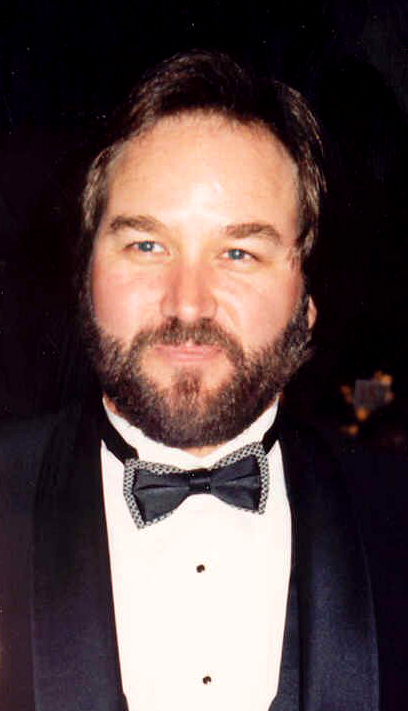
Richard Karn

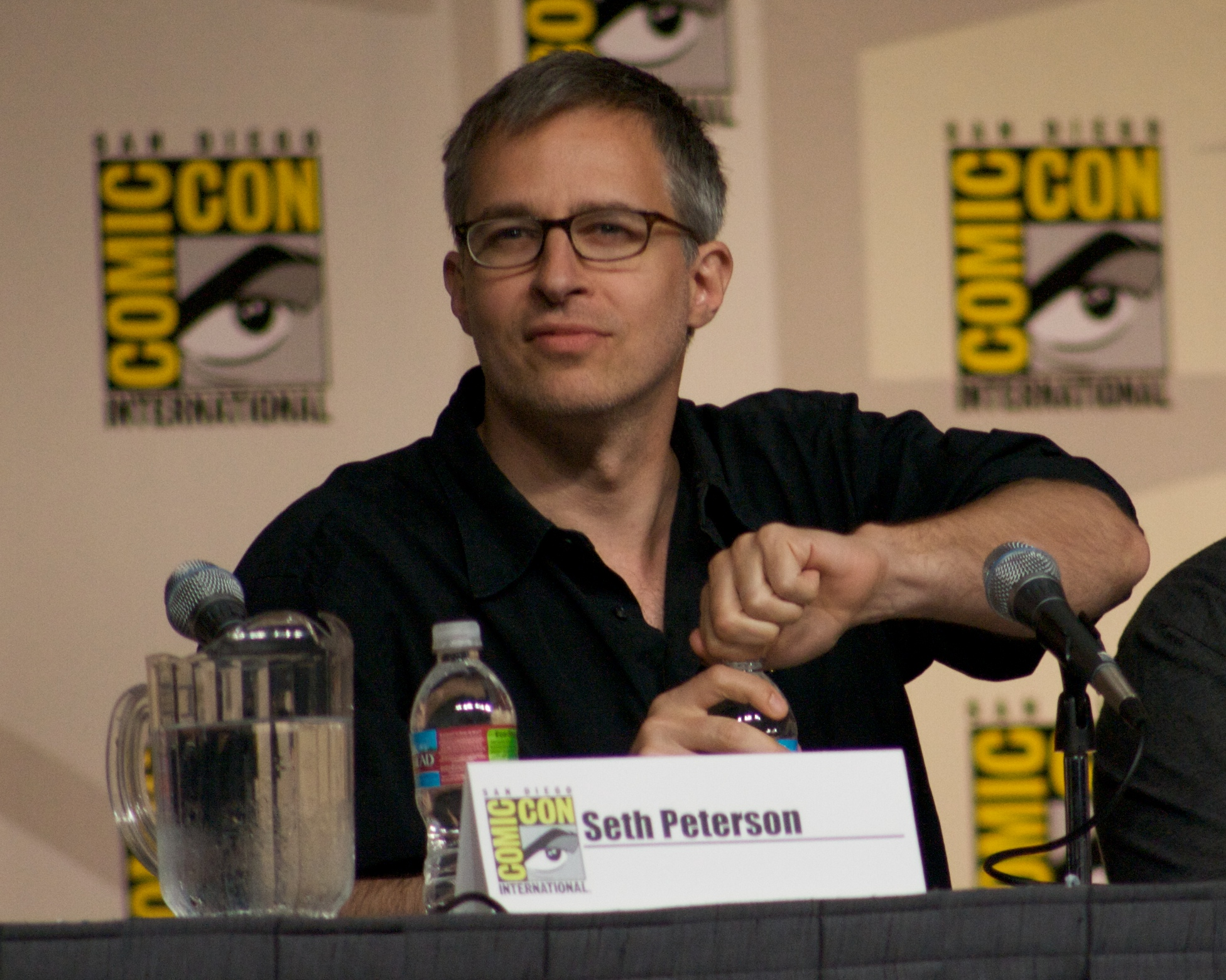
Jay Karnes, 2009

- Branko Karačić (1960), Kroatisch voetballer en voetbalcoach
- Vasso Karadassiou (1973), Grieks beachvolleybalspeelster
- Herbert von Karajan (1908-1989), Oostenrijks dirigent
- Kıvanç Karakaş (1985), Turks voetballer
- Maviye Karaman Ince (1949), Nederlands feministe
- Konstandinos Karamanlis (1907-1998), Grieks premier en president
- Kostas Karamanlis (1956), Grieks premier
- Achmed Karamat Ali (1930), Surinaams politicus
- Asgar Karamat Ali (1907-1958), Surinaams politicus
- Ashruf Karamat Ali (1918-1971), Surinaams praktizijn en politicus
- Nikolay Karamyshev (1989), Russisch autocoureur
- Anton Karas (1906-1985), Oostenrijks citerspeler en componist
- Sergei Karasev (1979), Russisch voetbalscheidsrechter
- Eesha Karavade (1987), Indiase schaakster
- Dani Karavan (1930-2021), Israëlische beeldhouwer
- Kelly Karbacz, Amerikaans actrice
- Mor Karbasi (1986), Israëlisch zangeres
- Denise Karbon (1980), Italiaans alpineskiester
- Oswald Karch (1917-2009), Duits autocoureur
- Khloé Kardashian (1984), Amerikaans actrice, filmproducente, televisiepersoonlijkheid, auteur, modeontwerpster en presentatrice
- Kim Kardashian (1980), Amerikaans styliste, actrice, model en televisiebekendheid
- Nikolaj Kardasjov (1932-2019), Russisch astrofysicus
- Allan Kardec (1804-1869), Frans spiritist
- Edvard Kardelj (1910-1979), Joegoslavisch en Sloveens politicus
- Pepca Kardelj (1914-1990), Sloveens politica
- Arwin Kardolus (1964), Nederlands degenschermer
- Kasper Kardolus (1937-2022), Nederlands sabelschermer
- Olaf Kardolus (1963), Nederlands degenschermer
- Oscar Kardolus (1956-2017), Nederlands sabelschermer
- Yvette Kardolus (1958),  Nederlands floretschermster
- Karel de Grote (742-814), koning van de Franken (771-814) en keizer (800-814)
- Karel de Kale (823-877), koning van West-Francia (843-877) en keizer (875-877)
- Karel de Stoute (1433-1477), hertog van Bourgondië
- Karel I van Engeland (1600-1649), koning van Engeland, Schotland en Ierland (1625-1649)
- Karel I van Oostenrijk (1887-1922), Oostenrijks-Hongaars keizer (1916-1918)
- Karel II van Engeland (1630-1685), koning van Engeland, Schotland en Ierland (1660-1685)
- Keizer Karel V en I (1500-1558), keizer van Duitsland (V) (1519-1558) en koning van Spanje (I) (1516-1556)
- Karel VI van Frankrijk (1368-1422), koning van Frankrijk (1380-1422)
- Karel VII van Frankrijk (1403-1461), koning van Frankrijk (1422-1461)
- Karel IX van Frankrijk (1550-1574), koning van Frankrijk (1560-1574)
- Karel X van Frankrijk (1757-1836), koning van Frankrijk (1824-1830)
- Karel X Gustaaf van Zweden (1622-1660), koning van Zweden (1654-1660)
- Karel XII van Zweden (1682-1718), koning van Zweden (1697-1718)
- Karel XIV Johan van Zweden (1763-1844), koning van Zweden en Noorwegen (1818-1844)
- Karel Martel (676-741), koning der Franken
- Karel van België (1903-1980), regent van België (1944-1951)
- Karel van Lotharingen (1712-1780), landvoogd van de Zuidelijke Nederlanden
- Karel van Nassau-Usingen (1712-1775), vorst van Nassau-Usingen (1718-1775)
- Karel van Nassau-Weilburg (1775-1807), overste in het Staatse leger
- Karel van Trier (ca. 1265-1324), grootmeester van de Duitse Orde (1311-1324)
- Karel August van Nassau-Weilburg (1685-1753), vorst van Nassau-Weilburg (1719-1753)
- Karel Christiaan van Nassau-Weilburg (1735-1788), vorst van Nassau-Weilburg (1753-1788)
- Karel Günther van Schwarzburg-Sondershausen (1830-1909), vorst van Schwarzburg-Sondershausen (1880-1909)
- Karel Lodewijk van Nassau-Saarbrücken (1665-1723), graaf van Nassau-Saarbrücken (1713-1723)
- Karel Siegfried van Nassau-Ottweiler (1659-1679), Duits militair
- Karel Willem van Nassau-Usingen (1735-1803), vorst van Nassau-Usingen (1775-1803)
- Pavel Karelin (1990-2011), Russisch schansspringer
- Nel Karelse (1926-2015), Nederlands atlete
- Anna Karen, (1936-2022), Brits actrice
- Joost Karhof (1969-2017), Nederlands journalist
- Niko Kari (1999), Fins autocoureur
- Ibrahim Karim (1942), Egyptisch architect
- Mareena Karim (1988 of 1989), Afghaans paralympisch atlete
- Waheed Karim (1965), Afghaans atleet
- Ali Karimi (1978), Iraans voetballer
- Hussain Karimi (1983), Bahreins autocoureur
- Endri Karina (1989), Albanees gewichtheffer
- Alfred Karindi (1901-1969), Estisch componist en organist
- Arnulf van Karinthië (850-899), koning van Oost-Franken
- Frans Karjagin (1909-1977), Fins voetballer
- Sergej Karjakin (1990), Russisch schaker
- Henri Karjalainen (1986), Fins autocoureur
- Athena Karkanis (1981), Canadees actrice
- Rachael Karker (1997), Canadees freestyleskiester
- Andy Karl, Amerikaans acteur en zanger
- Benjamin Karl (1985), Oostenrijks snowboarder
- Martin Karl (1910-1942), Duits roeier
- Isabella Karle (1921-2017), Amerikaans scheikundige en kristallograaf
- Jerome Karle (1918-2013), Amerikaans fysisch scheikundige en Nobelprijswinnaar
- Estanislao Karlic (1926-2025), Argentijns kardinaal en aartsbisschop
- Berta Karlik (1904-1990), Oostenrijks natuurkundige
- Alma Karlin (1889-1950), Sloveens-Oostenrijks schrijfster
- John Karlin (1918-2013), Amerikaans industrieel psycholoog
- Boris Karloff (1887-1969), Brits acteur
- Boris Karlov (1924-1964), Bulgaars accordeonist
- Ivo Karlović (1979), Kroatisch tennisser
- Frida Karlsson (1999), Zweeds langlaufster
- Babrak Karmal (1929-1996), president van Afghanistan
- Mick Karn (1958-2011), Brits basgitarist
- Richard Karn (1965), Amerikaans acteur
- Jay Karnes (1963), Amerikaans acteur
- Olga Valerianovna Karnovitsj (1866-1929), tweede vrouw van Grootvorst Paul Aleksandrovitsj van Rusland
- Vladimir Karpets (1980), Russisch wielrenner
- Martin Karplus (1930-2024), Oostenrijks-Amerikaans scheikundige en Nobelprijswinnaar
- Anatoli Karpov (1951), Russisch schaker
- Alex Karpovsky (1970), Amerikaans acteur, filmproducent, filmregisseur en scenarioschrijver
- Paul Karrer (1889-1971), Zwitsers organisch scheikundige en Nobelprijswinnaar
- Gerrit Kars (1903-1987), Nederlands verzetsstrijder in de Tweede Wereldoorlog
- Theo Kars (1940-2015), Nederlands schrijver en vertaler
- Hans Karsenbarg (1938), Nederlands acteur
- Tara Karsian (1965), Amerikaans actrice
- Jacob Karsman (1818-1886), Nederlands zakenman, dichter en Vlaams activist
- Gien Karssen (1919), Nederlands schrijfster en vertaalster
- Erikah Karst (1972), Nederlands zangeres
- Jekaterina Karstens (1972), Wit-Russisch roeister
- Wilhelmus Johannes Karsten (1842-1921), Nederlands jurist
- Anke Karstens (1985), Duits snowboardster
- Gerben Karstens (1942-2022), Nederlands wielrenner
- Ruben Karsters (1941-2013), Surinaams beeldend kunstenaar
- Jon Karthaus (1985), Nederlands acteur en zanger
- Kagney Linn Karter (1987-2024), Amerikaans pornoactrice
- Pierre Kartner (1935-2022), Nederlands zanger en componist
- Veikko Karvonen (1926-2007), Fins atleet
- Andrzej Karweta (1958-2010), viceadmiraal van de Poolse marine
- Hamid Karzai (1957), president van Afghanistan (2001-)

## Kas

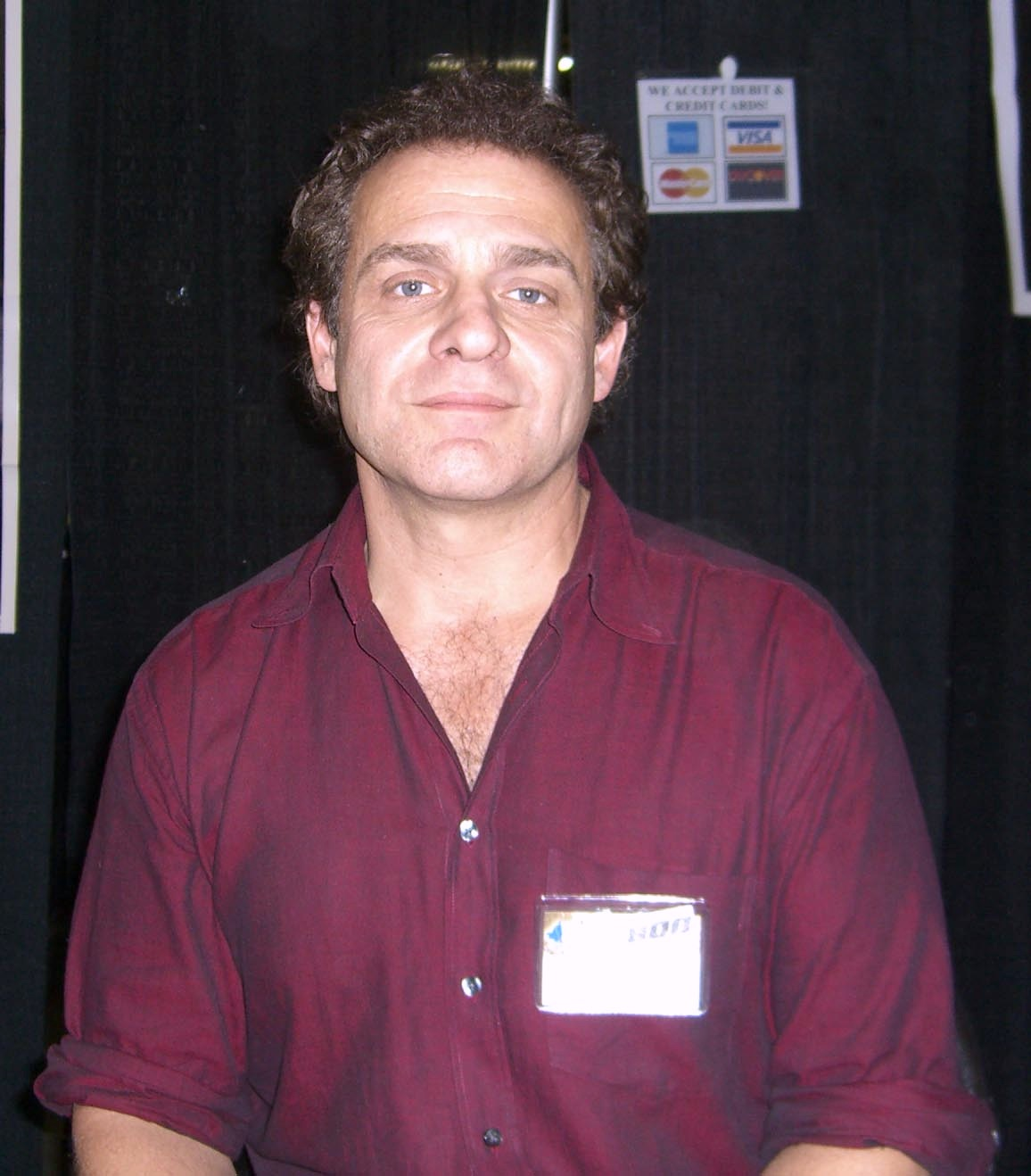
Daniel Kash, 2011

- Johan Kasantaroeno (1945-2008), Surinaams politicus
- Jakob Kaschauer (1400-1463), Oostenrijks beeldhouwer
- Marie Luise Kaschnitz (1901-1974), Duits schrijfster
- Lenore Kasdorf (1948), Amerikaans actrice
- Daniel Kash (1959), Canadees acteur en filmregisseur
- Fadly Kasim (1984-2006), Indonesisch bokser
- Gulnara Kasmalieva (1960), Kirgizisch beeldend kunstenaar
- Garri Kasparov (1963), Russisch schaker
- Ewa Kasprzyk (1957), Pools atlete
- Jan Kassies (1920-1995), Nederlands verzetsstrijder, politicus, omroepvoorzitter, kunstbestuurder en cultuurfilosoof
- Gerrit Willem Kastein (1910-1943), Nederlands communist, arts en verzetsstrijder tijdens WOII
- Abdul Karim Kassem (1914-1963), Iraaks premier en militair
- Samir Kassir (1960-2005), Libanees leraar en journalist
- Helmut Kassner (1946), Duits motorcoureur
- Bas Kast (1973), Duits journalist en schrijver
- Karel Kasteel (1934), Nederlands priester en curie-prelaat
- Gerrit Willem Kastein (1910-1943), Nederlands verzetsstrijder
- Jenny Kastein (1913-2000), Nederlands zwemster
- Pieter Kasteleyn (1924-1996), Nederlands natuurkundige en hoogleraar
- Petrus Kastenman (1924-2013), Zweeds ruiter
- Alfred Kastler (1902-1984), Frans natuurkundige en Nobelprijswinnaar
- Elliott Kastner (1930-2010), Amerikaans filmproducent
- Erich Kästner (1899-1974), Duits schrijver
- Mercedes Kastner (1989), Amerikaans actrice
- Deena Kastor (1973), Amerikaans atlete
- Anton Kašutnik (1688-1745), Sloveens jezuïet en schrijver
- Alina Kaszlinska (1993), Poolse schaakster

## Kat
- Wim Kat (1904-1990), Nederlands atleet
- Valentin Katajev (1897-1986), Russisch schrijver en journalist
- Josip Katalinski (1948-2011), Bosnisch-Kroatisch voetballer en voetbalcoach
- Srečko Katanec (1963), Sloveens voetballer en voetbalcoach
- Raibu Katayama (1995), Japans snowboarder
- Jan Jakob Lodewijk ten Kate (1819-1889), Nederlands dichter
- Marti ten Kate (1958), Nederlands atleet
- Theo ten Kate (1931-2022), Nederlands jurist
- Raško Katić (1980), Servisch basketballer
- Taihei Kato (1984), Japans noordse combinatieskiër
- Gert-Jan Kats (1971), Nederlands politicus
- Nikita Katsalapov (1991), Russisch kunstschaatser
- Moshe Katsav (1945), Israëlisch president
- Stamatis Katsimis (1982), Grieks autocoureur
- Sarah Katsoulis (1984), Australisch zwemster
- Teemu Kattilakoski (1977), Fins langlaufer
- Piet van Katwijk (1950-2025), Nederlands wielrenner
- Dill Katz (1946-2025), Brits jazzcontrabassist
- Adelheid van Katzenelnbogen (-1288), Duits gravin
- Ephraim Katzir (1916-2009), Israëlisch biofysicus en president
- Ram Katzir (1969), Nederlands/Israëlisch graficus en beeldhouwer

## Kau
- Jaelin Kauf (1996), Amerikaans freestyleskiester
- Adam Kaufman (1974/75), Amerikaans acteur
- Andy Kaufman (1949-1984), Amerikaans komiek
- David Kaufman (1961), Amerikaans (stem)acteur
- Kenneth Kaunda (1924-2021), Zambiaans president
- Jarkko Kauppinen (1982), Fins biatleet
- Grethe Kausland (1947), Noors actrice en zangeres
- Karl Kautsky (1854-1938), Duits politiek filosoof

## Kav
- Caroline Kava, Amerikaans actrice, filmregisseuse, filmproducente, scenarioschrijfster en filmeditor
- Konstantínos Kaváfis (1863-1933), Grieks dichter
- Joeko Kavagoeti (1981), Japans-Russisch kunstschaatsster
- Micheil Kavelasjvili (1971), Georgisch voetballer en politicus (president)

## Kaw
- Anri Kawamura (2004), Japans freestyleskiester
- Widad Kawar (1931), Palestijns verzamelaar van Arabische kleding en bijouterie
- Tomisaku Kawasaki (1925-2020), Japans kinderarts, naamgever ziekte van Kawasaki
- Toru Kawashima (1970-2024), Japans voetballer
- Mitoyo Kawate (1889-2003), Japans langstlevende persoon
- Radosław Kawęcki (1991), Pools zwemmer

## Kay

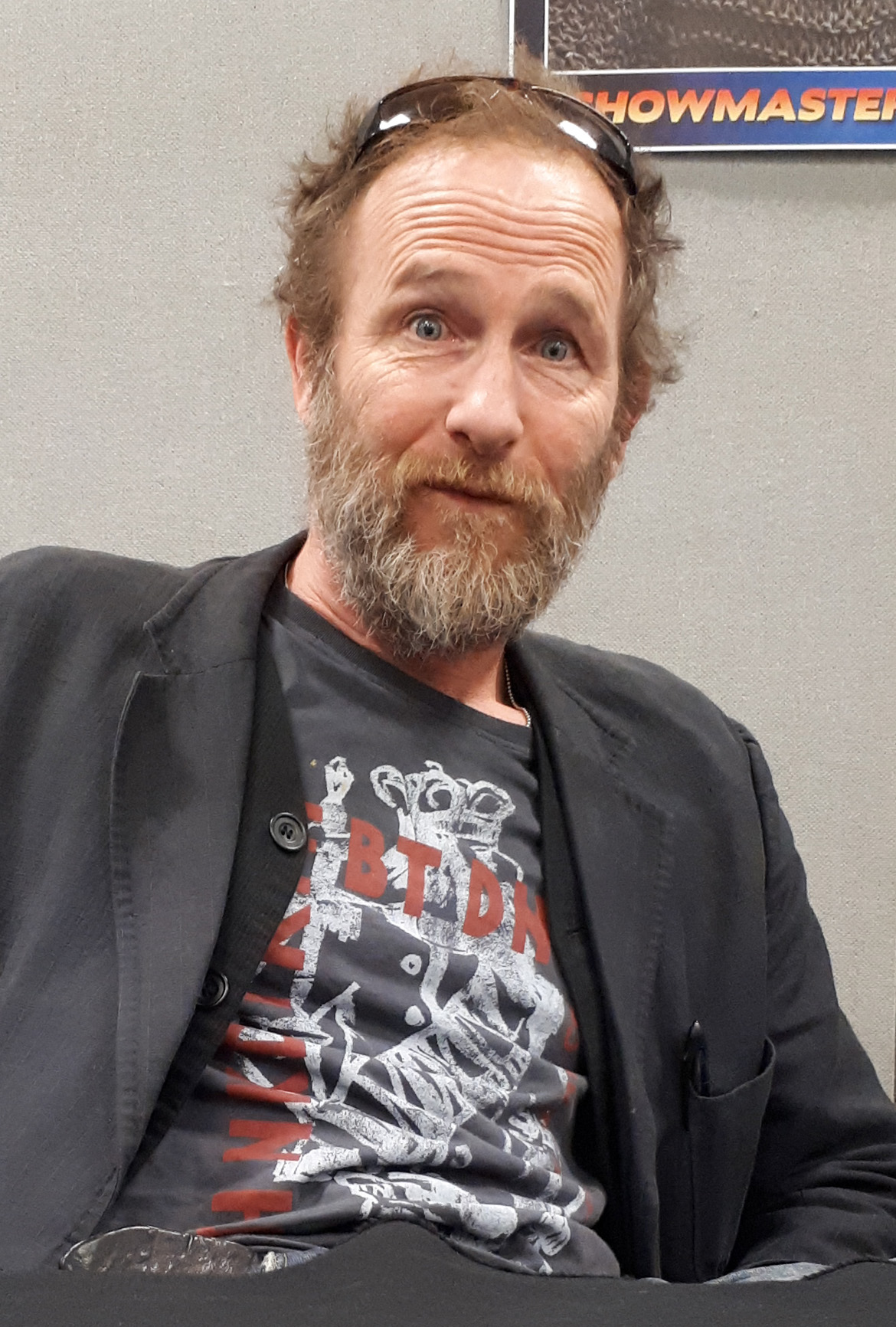
Paul Kaye, 2018

- John Kay (1944), Duits-Canadees singersongwriter
- Johnny Kay (1922-2008), Amerikaans autocoureur
- Kim Kay (1978), Belgisch zangeres; pseudoniem van Kim Van Hee
- Lisa Kay (1977), Brits actrice
- Paul Kaye (1964), Brits acteur, scenarioschrijver en komiek
- Ashfaq Kayani (1952), Pakistaans generaal
- Danny Kaye (1911-1987), Amerikaans acteur, zanger en komiek
- Gorden Kaye (1941-2017), Brits acteur
- Kevin Kayirangwa (1991), Belgisch zanger
- Conrad Carel Käyser (1876-1939), Nederlands militair en ontdekkingsreiziger
- Wim Kayzer (1946-2023), Nederlands journalist, programmamaker en schrijver

## Kaz
- Metin Kazak (1972), Bulgaars politicus
- Valery Kazakouski (2000), Litouwse schaker
- Oksana Kazakova (1975), Russisch kunstschaatsster
- Elia Kazan (1909-2003), Amerikaans filmregisseur
- Hans Kazàn (1953), Nederlands goochelaar en presentator
- Tatjana Kazankina (1951), Russisch atlete
- Vladimir Kazantsev (1923-2007), Sovjet-Russisch atleet
- Ahad Kazemi (1975), Iraans wielrenner
- Bonne Kazemier (1875-1967), Nederlands architect
- Burgt Kazemier (1907-1983), Nederlands jurist